# Jimmy Snuka, Jr.
Ne pas confondre avec son père Jimmy Snuka.
Pour les articles homonymes, voir Reiher.

James Reiher, Jr. (né le 1er septembre 1971) est un catcheur professionnel. Il a travaillé à la World Wrestling Entertainment dans la division RAW sous le nom de Deuce puis Sim Snuka.
Il est issu de la grande famille du catch par son père, Jimmy Snuka et sa sœur Tamina Snuka, mais il a aussi quatre cousins célèbres, à savoir Umaga, Rikishi, Roman Reigns et The Rock, les frères Uso (Jey et Jimmy Uso) ainsi que Solo Sikoa.

## Carrière
Pour la deuxième fois de l'histoire de la WWE, il est impliqué dans un match unique à Vengeance 2007, où il affronta son père.
Le 13 juin 2008, lors de Smackdown, Deuce et Domino se battent entre eux à la suite d'une défaite face à Festus et Jesse marquant la fin de leur collaboration. Le 15 juin 2008, il prend le nom de Sim Snuka.
Le 29 décembre, il entre dans l'équipe de The Legacy avec son cousin Manu, Cody Rhodes et Randy Orton. La particularité de cette équipe est le fait qu'elle n'est composée que de personnes descendant de familles de champions. Il sera cependant renvoyé peu de temps après par Randy Orton.
Le 19 juin, il est licencié par la WWE alors qu'il n'est pas remonté sur un ring depuis janvier 2009.
À Wrestlemania XXV, Sim Snuka est déguisé en caméraman pour intercepter Undertaker lors de son match contre Shawn Michaels.

## Palmarès et récompenses
- Deep South Wrestling

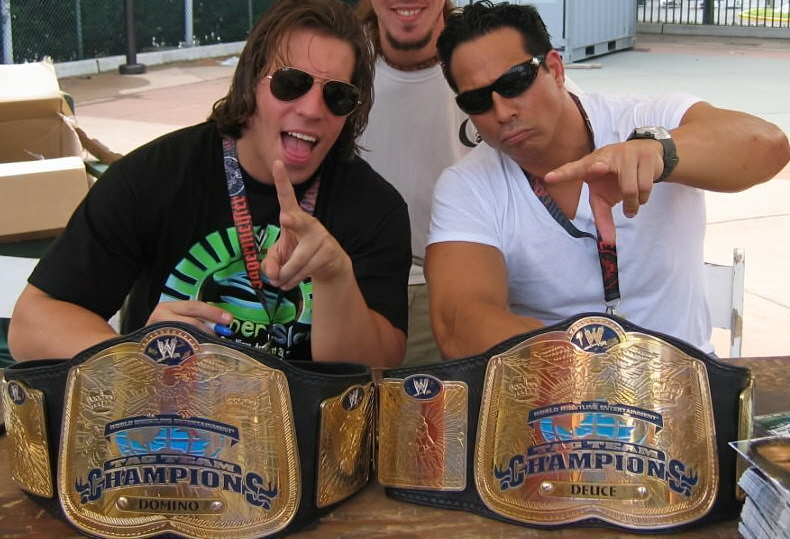
Jimmy Snuka, Jr. et Cliff Compton en tant que Champions par équipe de la WWE.

  - 1 fois Deep South Tag Team Champions en 2005[3]

- International Wrestling Association
  - 1 fois IWA Hardcore Championship

- Ohio Valley Wrestling
  - 3 fois OVW Southern Tag Team Champions en 2006 avec Domino[4]
  - 1 fois OVW Television Championship

- Pro Wrestling Illustrated
  - Classé 165e des 500 meilleurs catcheurs en 2008

- World Wrestling Entertainment
  - 1 fois WWE Tag Team Champions en 2007 avec Domino[5],[6]